# 平昌漢中古道
平昌漢中古道位於四川省巴中市平昌縣，文物遺址年代判定為漢至民國。2012年7月16日公佈為第八批四川省文物保護單位。

## 簡介[2]
平昌漢中古道以平昌縣江口鎮古王家沱碼頭至漢中路段，向北經得勝古街道與通江古道路相連，南與平昌縣白衣古鎮相連，全程一百余公里。現存古道遺址有：漢中路石刻2幅、華嚴庵修路碑記、白頂寨遺址。平昌漢中古道是平昌境內保存較為完整的米倉古蜀道之一，在古代的線路文化中曾起過重要作用，具有較高的歷史、科學價值。